# Harold Alexander
Harold Rupert Leofric George Alexander (n. 10 decembrie 1891 – d. 16 iunie 1969) a fost un mareșal britanic, unul dintre principalii comandanți militari britanici din timpul celui de-al doilea război mondial. În 1940, a contribuit la dirijarea evacuării din Dunkerque și a fost ultimul care a părăsit plaja. Numit comandant-șef al teatrului de operațiuni mediteraneene din 1942, a contribuit la conducerea campaniilor din Africa de Nord împotriva germanilor. A ordonat invadarea Siciliei și a Italiei, iar apoi a devenit comandantul forțelor aliate din Italia. După război, a fost guvernator general al Canadei (1946-1952) și ministru al apărării în Marea Britanie (1952-1954).